# Alfombras del Santísimo Misterio
Las Alfombras del Santísimo Misterio de Aguaviva, Teruel son declaradas fiesta de interés turístico de Aragón por el Departamento de Vertebración del Territorio, Movilidad y Vivienda del Gobierno de Aragón. Se llevan a cabo el día 28 de agosto, en honor al Santísimo Misterio de Aguaviva y coincidiendo con la Feria de San Agustín. La celebración consiste en una Procesión que recorre las calles del pueblo sobre unas alfombras de serrín de colores, elaboradas previamente por los mismos vecinos de la localidad turolense.

## Orígenes históricos
La celebración del Santísimo Misterio se remonta al 1475, cuando según la tradición, un incendio arrasó la iglesia del pueblo, excepto una cruz de plata con una partícula del Lignum Crucis en su interior y tres hostias consagradas pequeñas y una grande. Tras el incendio, el párroco dejó a un niño de guardián de los restos, mientras él iba a recibir al párroco de La Ginebrosa. Entre tanto, tres hombres vestidos de blanco, a los que la tradición identifica como San Pedro, San Pablo y San Lorenzo, entraron en el templo sin que el niño lo pudiera evitar, rescatando Tres Formas Sagradas del incendio. Los hechos ocurridos fueron los que dieron origen al milagro del Santísimo Misterio de Aguaviva, convertido de inmediato en una celebración mantenida en la localidad año tras año. En conmemoración al suceso, surgió la tradición de las Alfombras del Santísimo Misterio, que perduró hasta el año 1970. Posteriormente, en 1989, la Asociación Cultural Caliu volvió a retomar la costumbre del alfombrado del pueblo.

## Alfombras de serrín

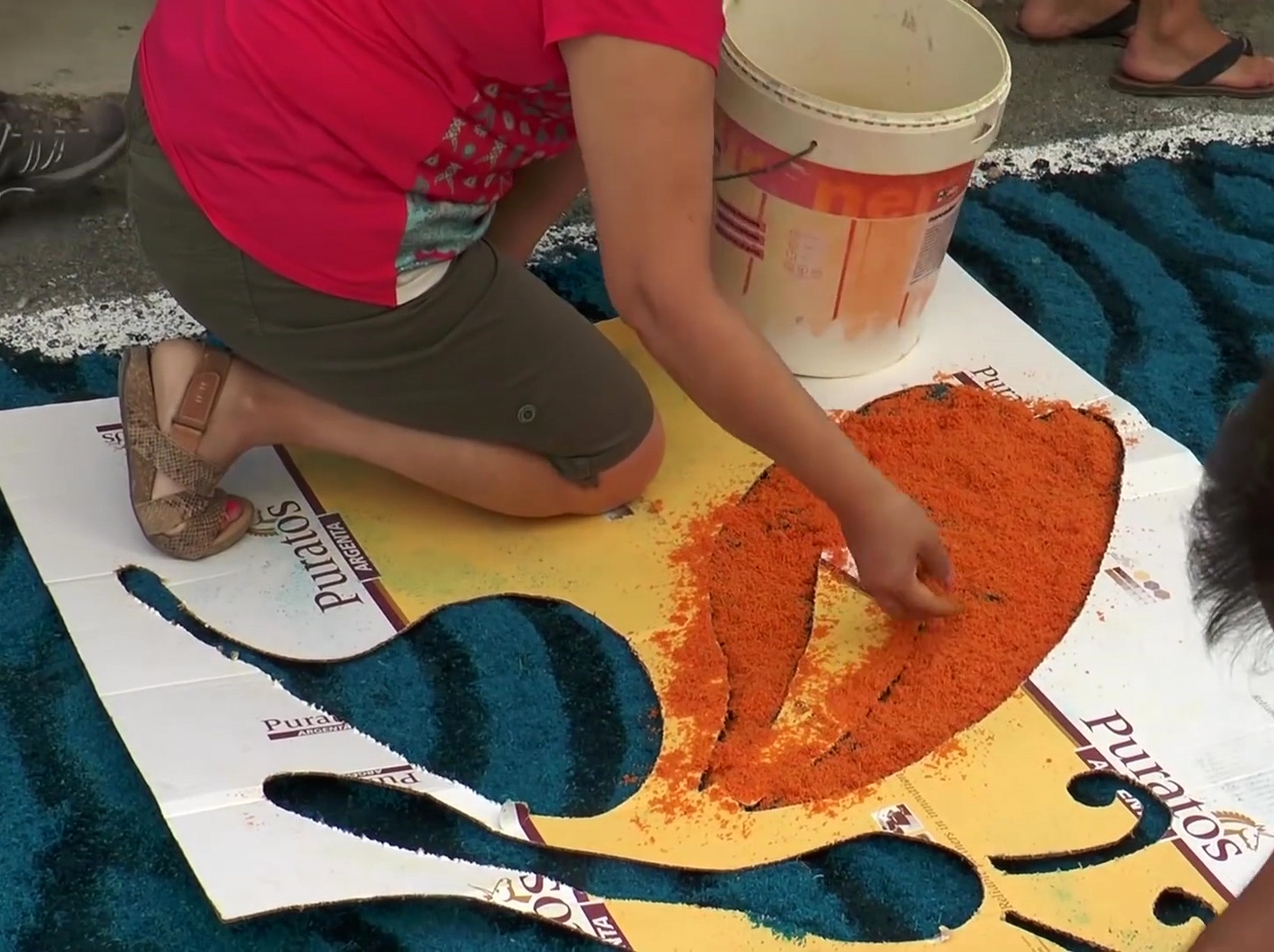
Elaboración Alfombras de serrín del Santísimo Misterio.

Las calles principales del municipio se cubren de unas alfombras, cuyos tapices tienen aproximadamente un kilómetro de largo por dos metros de ancho, con diferentes dibujos y mosaicos realizados con serrín teñido de colores vivos y cuyos motivos varían en cada edición, según el tema del Año Internacional que corresponda. La elaboración y confección de las alfombras queda en manos de la población, que participa a la hora de teñir el serrín unos días antes y dibuja las plantillas en las calles, la noche anterior. Al día siguiente, desde tempranas horas de la mañana se pone el serrín de colores en sus dibujos, para que de esta manera las alfombras estén listas en un tiempo récord, pues la elaboración termina alrededor de las diez de la mañana. La Asociación Cultural Caliu se encarga de organizar y coordinar todas las actividades, mientras que los dibujos son responsabilidad de David Valencia, que ha tomado el relevo de su padre, Manuel Valencia.
Las alfombras de serrín se caracterizan por su carácter efímero, ya que solamente pueden ser contempladas durante dos o tres horas después de su elaboración. Posteriormente, se deshacen al paso de la Procesión del Santísimo Misterio.

### Procesión
Hacia la una del mediodía tiene lugar la celebración de la Santa Misa, y a continuación, la procesión del Santísimo Misterio, que comienza hacia las dos o tres de la tarde, la cual transcurre por encima de las alfombras y acaba destruyéndolas.